# سلطان بيلي
سلطان بيلي (بالتركية: Sultanbeyli)‏ هي مديرية، في تركيا، تقع في إسطنبول، بلغ عدد سكانها 327,798 نسمة وذلك حسب إحصائيات سنة 2018.